# ゲオルギ・ペトロフ
ゲオルギ・ペトロフ（Georghi Petrov 1954年9月17日- ）はブルガリアのモンタナ出身の柔道選手。階級は78kg級と86kg級。身長173cm。

## 人物
1980年のモスクワオリンピック78kg級では7位だった。1981年のヨーロッパ選手権で優勝すると、世界選手権では銅メダルを獲得した。1984年のロサンゼルスオリンピックはブルガリアがボイコットしたために出場できなかったが、その実質的な対抗大会としてワルシャワで開催されたフレンドシップ・ゲームズには出場するものの5位に終わった。1985年には階級を86kg級に上げると、ヨーロッパ選手権で3位になった。世界選手権では決勝まで進むが、オリンピックチャンピオンであるオーストリアのペーター・ザイゼンバッハーに敗れたものの銀メダルを獲得した。1987年の世界選手権では5位だった。翌年のソウルオリンピックには出場できなかった。

## 主な戦績
78kg級での戦績
- 1980年 - モスクワオリンピック　7位
- 1981年 - ヨーロッパ選手権　優勝
- 1981年 - 世界選手権　3位
- 1984年 - フレンドシップ・ゲームズ　5位

86kg級での戦績
- 1985年 - ヨーロッパ選手権　3位
- 1985年 - 世界選手権　2位
- 1987年 - 世界選手権　5位